# Jorge Betancourt
Jorge Betancourt García (Matanzas, 13 de febrero de 1982) es un deportista cubano que compitió en saltos de trampolín. Ganó dos medallas de plata en los Juegos Panamericanos, en los años 2003 y 2007.

## Palmarés internacional
| Juegos Panamericanos | Juegos Panamericanos            | Juegos Panamericanos | Juegos Panamericanos |
| Año                  | Lugar                           | Medalla              | Prueba               |
| -------------------- | ------------------------------- | -------------------- | -------------------- |
| 2003                 | Santo Domingo (Rep. Dominicana) | Medalla de plata     | Trampolín 3 m sincro |
| 2007                 | Río de Janeiro (Brasil)         | Medalla de plata     | Trampolín 3 m sincro |